# Георгиевская церковь (Седнев)
Георгиевская церковь (укр. Церква св. Юра) — православный храм и памятник архитектуры национального значения в Седневе.

## История
Постановлением Кабинета Министров УССР от 06.09.1979 № 442 «Про дополнение списка памятников градостроения и архитектуры Украинской ССР, которые находятся под охраной государства» («Про доповнення списку пам'яток містобудування і архітектури Української РСР, що перебувають під охороною держави») присвоен статус памятник архитектуры национального значения с охранным № 1789.
Установлена информационная доска.

## Описание
Георгиевская церковь является редким примером деревянных монументальных сооружений левобережья Украины периода барокко. Церковь изображена на аверсе юбилейной монеты «85 лет Черниговской области» номиналом 5 гривен.
Церковь возведена в период 1717—1747 годов на территории древнего городища Коронный Замок в традиционных формах украинской деревянной монументальной архитектуры, имеет стилевые признаки барокко. В 1852 году была перестроена — согласно исследованию М. М. Говденко — башня была разобрана наполовину, выпилена почти во всю ширину западная стена бабинца.
Деревянная, трёхдольная (трёхсрубная), с восьмигранным в плане нефом (центральным участком) церковь, одноглавая с двумя заломами (уступами), которые образуют три яруса (верха). С востока примыкает бабинец (притвор), с запада — четверик (после 2005 года) с двумя башнями (слупами). С обеих сторон гранённого алтаря располагаются маленькие срубы (помещения) ризницы и паламарни, а возле четырёхугольного бабинца (притвора) — лестницы, ведущие на хоры (открытую верхнюю галерею). Центральный объём хорошо освещён окнами северной и южной граней нефа, четырьмя окнам барабана и светового фонаря. Окна и двери украшены резными наличниками, которые одинаковые как внутри так и снаружи. Высота вдвое превышает ширину храма.
Была повреждена во время Великой Отечественной войны. В период 1975—1978 годов был осуществлён первый этап реставрации — были разобраны пристройки XIX века, в частности остатки нового бабинца и колокольни над ним. Реставрация не была завершена.
В период 2004—2008 храм подвергся реновации, при этом был снесён бабинец XIX века и пристроен новый четверик с двумя башнями (слупами), при этом форма основного здания стала бочковидной.
Церковь была передана религиозной общине, богослужение возобновилось в 2010 году.